# Louis Maurin

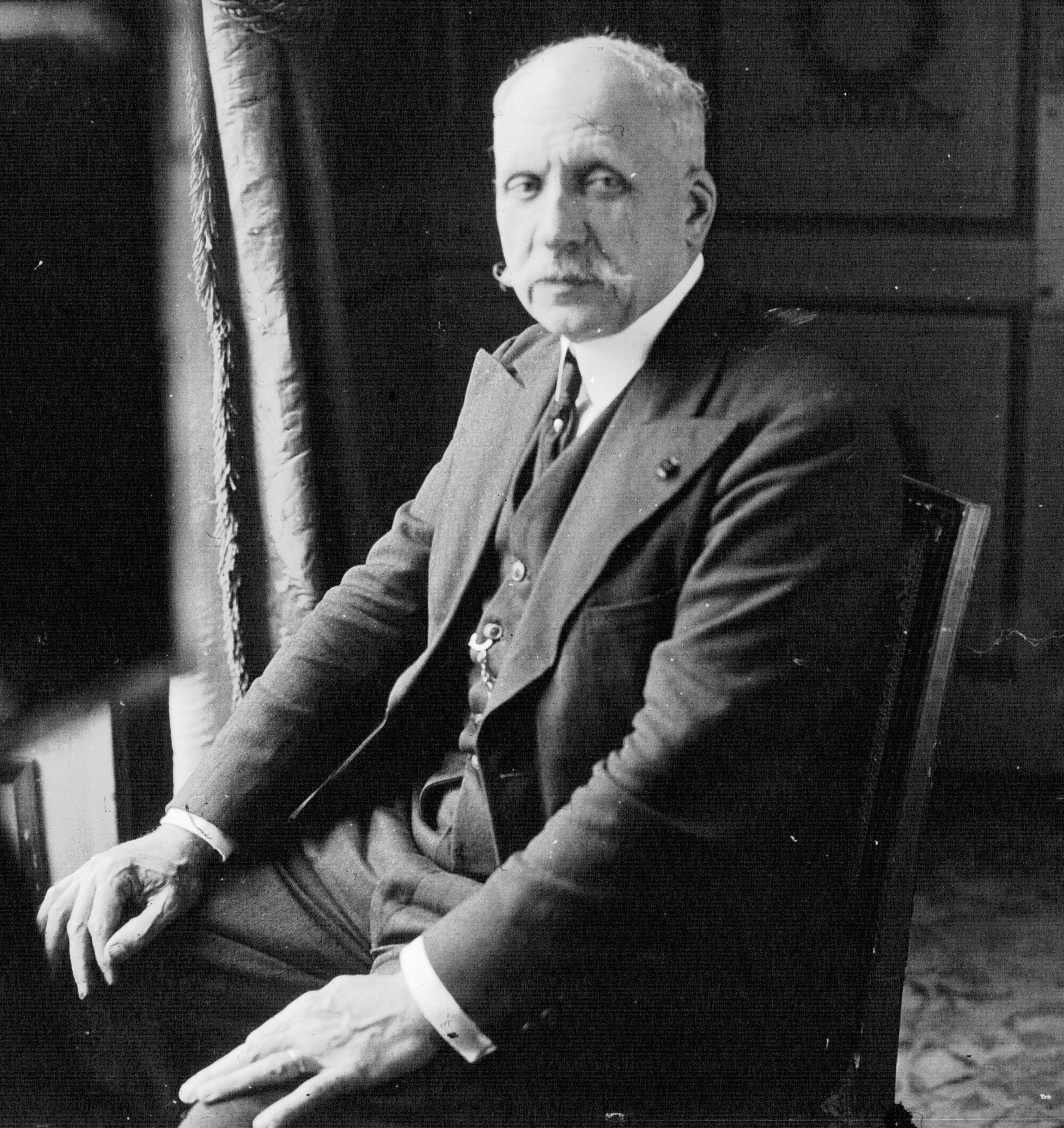
Louis Maurin

Louis Maurin (* 5. Januar 1869 in Cherbourg; † 6. Juni 1956 in Paris) war ein französischer Général d’armée und Politiker.

## Biografie
Nach der Ausbildung an der École polytechnique absolvierte er eine Ausbildung zum Offizier der Artillerie, in deren Verlauf er schließlich zum General aufstieg.
Vom 8. November 1934 bis zum 7. Juni 1935 war er Kriegsminister in den Regierungen von Pierre-Étienne Flandin sowie von Fernand Bouisson. Das Amt des Kriegsministers hatte er erneut vom 24. Januar bis zum 4. Juni 1936 im Kabinett von Albert Sarraut inne. Während seiner Amtszeit kam es zum Ausbau der Maginot-Linie. Er war Träger des Großkreuzes der Ehrenlegion.
Sein Sohn, General François Maurin, war 1971 bis 1975 Chef des Generalstabes der Französischen Streitkräfte.